# RNCイヴニング415
『RNCイヴニング415』（アール・エヌ・シー イブニング よんいちご）は、西日本放送ラジオで2024年4月1日から毎週月曜日 - 金曜日 16:15 - 18:15（日本標準時）に放送されている情報番組。

## 概要
従来の『RNC TODAY』の放送枠を1時間前倒して、全国ニュース・ローカルニュースに生活情報を提供するコーナーを交えて放送している。なお、西日本放送ラジオは2024年度春季改編で午後のワイド番組のうち、13:00-16:00の枠で放送されていた自社制作の『CHIT CHAT RADIO』（金曜のみ『金曜ワイド 笑いよん 泣っきょん 聞っきょんな〜』）が終了し、文化放送製作の昼ワイド番組2本（『大竹まこと ゴールデンラジオ!』、『長野智子アップデート』（16:00飛び降り））のネット受けに変更しており、当番組は形式上『CHIT CHAT RADIO』『金曜ワイド 笑いよん 泣っきょん 聞っきょんな〜』と『RNC TODAY』の枠の統合・集約に当たる。

## 放送内容
- 16:15 オープニング
- 16:20頃
  - 月曜：フロート番組・街に笑顔を！たかしんリーダーズラジオ（-16:50）
  - 第1・5火曜・水-金曜：時節の一曲
  - 第2・3火曜：電波特選街
  - 第4火曜：特殊詐欺防止キャンペーン
- 16:25頃（以下16:50まで火-金曜）：イヴニングプラス（地元情報・生活情報）
- 16:40頃：イヴニングMUSIC（特に第2・4火曜日から始まる週はClassic hits）
- 16:50：フロート番組・あなたにハッピー・メロディ（ニッポン放送製作・裏送り番組）
- 17:00：フロート番組・ニュース・パレード（文化放送製作）
- 17:15：RNCニュース（四国新聞社・読売新聞高松支局協力）
- 17:20頃：交通取り締まり情報（日本道路交通情報センター高松センターから）
- 17:25頃：カーチェッククイズ
- 17:30：フロート番組・ネットワークトゥデイ（TBSラジオ製作）
- 17:45：道路交通情報（日本道路交通情報センター高松センターから）、天気予報
- 18:00：ローカルニュース（四国新聞社協力）、スポーツニュース
- 18:10頃：エンディング
『あなたにハッピー・メロディー』『ニュース・パレード』に関しては、radikoでは当該番組だけを抜き取って聞けるように配慮しており、中断扱いとなっている。一方で『ネットワーク・トゥディ』に関しては、『RNC TODAY』時代の名残りで内包扱いされている。

## パーソナリティー
- 月曜：奥田麻衣
- 火曜：植松恭子
- 水曜：仁多田まゆみ
- 木曜：畠山伶
- 金曜：西﨑梨乃

植松のみフリー、他は全員RNCアナウンサー